# Takagi Vataru
Takagi Vataru (高木 渉) (1966. július 25. –) japán színész, szinkronszínész, aki Japán Csiba prefektúrájában született. Jelenleg az Arts Vision nevű művész-szövetségnek dolgozik. Legismertebb szerepei animékhez köthetők: Kodzsima Genta és Vataru Takagi a Conan, a detektívben, Ran Garrod az After War Gundam X-ben, Valgaav a Slayers Try-ban, és Siba Gandzsú a Bleach-ben. Takagi Dodó Kacsa hivatalos japán hangja.

## Szerepek
Félkövérrel kiemelve a fontosabb szerepek.

### Animék
- After War Gundam X (Garrod Ran)
- Akagi (Yagi)
- Arc the Lad (Alfred)
- Ashita Free Kick (Jose Maskowitz)
- Black Lagoon (Chakka)
- Bleach (Siba Gandzsú)
- Blue Dragon (Fagino)
- Bōken Yūki Pluster World (Badnick)
- Chōdendō Robo: Tetsujin 28 Gō FX (Ikamu Manatō)
- Chōja Raidīn (Shinobu Mushanokōji/Raidīn Brad)
- Cinderella Boy (Aramisu)
- Cinderella Monogatari (Ian)
- Cyborg 009 (Kapore)
- Conan, a detektív (Kodzsima Genta)
- Durarara!! (Horada)
- GeGeGe no Kitarō (Mujina, Nezumi-Otoko, Shibaden)
- GetBackers (Kaito)
- Ghost Sweeper Mikami (Megane)
- Great Teacher Onizuka (Eikichi Onizuka)
- F-Zero Falcon Densetsu (Shioh)
- Golgo 13 (Robo)
- Hajime no Ippo (Masaru Aoki)
- Futari wa Pretty Cure (Uraganos)
- Hellsing (Reif)
- Ichigo 100% (Rikiya Komiyama)
- Initial D (Kenji)
- Initial D Second_Stage (Kenji)
- Jungle King Tar-chan (Samuransakku)
- Jura Tripper (Tank)
- Kakutō Ryōri Densetsu Bistro-Recipe (Haoji)
- Kinkyū Hasshin Saver Kids (Ken Tenjinbayashi)
- Kōchūōja Mushiking (Bibi)
- Kūsō Kagaku Sekai Gulliver Boy (Budō Massuru)
- Szamuráj pizzacicák (Gotton)
- Legendary Gambler Tetsuya (Danchi)
- Mahōjin Guru Guru (Geiru)
- Monster (manga) (Gustav)
- Pandalian (Silver)
- Megami Kōhosei (Gareas Elidd)
- Mister Ajikko (Laborer)
- Mojacko (Pitekan)
- Monster Rancher (Suezō)
- Naruto (Esőnindzsa)
- Naruto Shippuden (Tobi)
- One Outs (Nakane)
- One Piece (Bellamy a hiéna, Largo, Dzsangó)
- Onegai My Melody (Baku)
- Pokémon (Dzsimbei)
- Power Stone (Jack)
- Red Baron (Chatatsu Momonari)
- Sailor Moon (Rubin)
- Samurai Spirits ~Hatenkōma no Shō~ (Galford D. Weller)
- Sámánkirály (Tokageró, Kevin)
- Shiki (Tatsumi)
- Shin Megami Tensei: Devil Children (Abadon)
- Shin Tenchi Muyo! (Kamidake, Shūjin)
- Slayers (Valgaav)
- Soreike! Anpanman (Doromizuman, Tanbarinman, Oldest Kanpyū Sibling (first voice))
- Star Wars: Látomások (Kamahachi)
- Stitch! (Sparky)
- Tenchi Muyo! (Kamidake)
- Tenshi na Konamaiki (Genzo Sōga)
- Time Travel Tondekeman (Husband)
- Tokkō (Kaoru Kunikida)
- Torik] (Zonge)
- Yamato Takeru (Kiryū)
- YAT Anshin! Uchū Ryokō] (Daniel)
- Yes! PreCure 5 (Bunbee)
- Zoids: New Century Zero (Harry Champ)

### OVA
- Baldr Force (Genha)
- Locke the Superman (Pilot)
- Dinozaurs (Dino Stego)
- Fire Emblem: Mystery of the Emblem (Bātsu)
- Ginga Eiyū Densetsu (Gleesenbeck)
- Iria: Zeiram the Animation (Zeiram)
- Hellsing Ultimate (Yan Valentine)
- Ō Dorobō Jing in Seventh Heaven (Maraskīno)
- One Piece: Defeat The Pirate Ganzak! (Roronoa Zoro)
- Samurai X: Trust & Betrayal (Shinsaku Takasugi)
- Tekkaman Blade II (Hayato Kawakami)

### Szinkronszerepek
- Oggy és a svábbogarak (Joey)

#### Filmek
- Jack Black
  - Tekerd vissza, haver!
  - Gulliver utazásai
  - Pop, csajok, satöbbi
  - Nacho Libre
  - A nagyon nagy Ő
- 24 (Lynn McGill)
- Pimaszok (C.J. Barnes)
- Anakonda 2: A véres orchidea (Cole Burris)
- Bad Boys II (Marcus Burnett)
- Collateral - A halál záloga (Max Durocher)
- Vészhelyzet (Dr. Victor Clemente)
- Garfield (Nermal)
- Godzilla (Niko "Nick" Tatopoulos)
- Harry Potter és a Titkok Kamrája (Dobby)
- Reszkessetek, betörők! 2. ((Buzz McCallister)
- A függetlenség napja ((Miguel Casse)
- Vasember (James "Rhodey" Rhodes)
- Kéjutazás (Fuller)
- LAX (Henry Engels)
- Halálos fegyver 4 (Lee Butters)
- Men in Black II (Scrad, Charlie)
- A múmia visszatér (Izzy Buttons)
- Muppets Tonight (Sal Minella, Pepe)
- Pánikszoba (Junior)
- Hölgyválasz (Nippon TV edition) (Chic)
- Apácashow 2. (Richard "Sketch" Pinshum)
- Kígyók a fedélzeten (Troy)
- A Maszk fia (Otis)
- Supernatural (Ed)
- S.W.A.T. (Brian Gamble)
- Transformers (Glen Whitmann)
- Tiszta románc (Floyd)
- Van Helsing (Video edition) (Friar Carl)
- Ugly Betty (Giovanni "Gio" Rossi)
- Predators (Stans)

#### Animációs filmek
- Verdák (Boost, DJ, Wingo, Snot Rod)
- Duck Dodgers (Duck Dodgers)
- Ed, Edd, és Eddy (Eddy)
- A Hihetetlen család (trailer) (Frozone/Lucius Best)
- Kung Fu Panda (Zen)
- A kis hableány 2. (Tip)
- Bolondos dallamok (Dodó Kacsa)
- Micimackó újabb kalandjai (Smudge)
- A Madagaszkár pingvinjei (Dr. Blowhole)
- Pókember (Prowler)